# Pakistan
Pákistan, uradno Íslamska repúblika Pákistan (urdujsko اسلامی جمہوریۂ پاکستان) je država v Južni Aziji. Na jugozahodu meji na Iran, na zahodu na Afganistan, na severu na Ljudsko republiko Kitajsko in na vzhodu na Indijo. Na jugu si Pakistan deli obalo Arabskega morja, ki je del Indijskega oceana.
Država Pakistan je bila ustanovljena leta 1947 iz večinsko muslimanskih delov Britanske Indije, medtem ko so bila območja s hindujskim ali drugim večinskim prebivalstvom in večina pretežno muslimanskega Kašmirja vključena v današnjo Indijo. Leta 1956 se je Pakistan razglasil za prvo islamsko republiko na svetu. Nekdanji del Vzhodnega Pakistana je bil neodvisen kot Bangladeš od bangladeške vojne leta 1971. Za novejšo zgodovino Pakistana je značilen predvsem spor z Indijo glede regije Kašmir (Kašmirski konflikt).
Pakistan pesti kronična nestabilnost. Etno-verski konflikti, terorizem, avtoritarizem, kršitve človekovih pravic in korupcija so problemi v državi. Diskriminacija žensk in verskih manjšin velja za posebej resno. Država ima naraščajoči srednji razred, a je še vedno ena najrevnejših in gospodarsko najmanj razvitih držav v Aziji. Hkrati ima jedrsko orožje in ima šesto največjo vojsko na svetu. V indeksu človekovega razvoja je Pakistan uvrščen med slabo razvite in zaseda 161. mesto (od leta 2022).

## Zgodovina

### Regionalna zgodovina do nastanka Pakistana
Čeprav je bilo ozemlje današnjega Pakistana – države s tem imenom do osamosvojitve leta 1947 nikoli ni bilo – pogosto le tranzitno območje za osvajalce Indijske podceline ali obrobje velikih indijskih imperijev, je v starih časih tvorilo osrčje indske civilizacije, ene najzgodnejših civilizacij na zemlji z visoko razvitim poljedelstvom in obrtjo, urbanističnim načrtovanjem, razvejano trgovsko mrežo, napredno znanostjo in lastno, še nedešifrirano pisavo (indska pisava). Začetek Indske civilizacije sega v sredino 3. tisočletja pr. n. št. Njen propad je bil verjetno okoli leta 1800 pr. n. št. Razlogi za to niso jasni. Indska civilizacija se je razširila po Indskem nižavju in njegovih pritokov v Sindu in Pandžabu do severozahodne Indije in Gudžarata. Odkritih je bilo na stotine starodavnih naselbin in mest, med katerimi sta najpomembnejši Harapa v Pandžabu in Mohendžo-daro v Sindu.
Okoli sredine 2. tisočletja pr. n. št. so Arijci iz Srednje Azije vdrli v Pakistan. Oblikovali so vedsko kulturo in hinduizem. Budizem se je razširil v 4. stoletju pred našim štetjem, po napredovanju Aleksandra Velikega pa se je leta 326 pred našim štetjem razširil v porečje Inda, pomešan z grško kulturo, in se oblikuje grški-budizem. Slednji so prispeli v 1. in 2. stoletju pr. n. št. v kraljestvu Gandara na ozemlju današnjega Afganistana in severozahodnega Pakistana. V pozni antiki je Pakistan pripadal Kušanskemu in Guptskemu imperiju
Ozemlje današnjega Pakistana je prišlo v stik z islamom že v zgodnjem 8. stoletju, ko so Arabci leta 712 pod Mohamedom ibn al-Kasimom osvojili dolino Inda. Stoletja je meja med islamskim svetom in indijskim kulturnim območjem potekala vzhodno od Inda. Pandžab je sprva ostal zunaj muslimanskega vpliva. Šele okoli leta 1000 je turška dinastija Gaznavidov razširila svoj imperij na ves Pakistan in dele severne Indije. Do zgodnjega 19. stoletja je bil Pakistan del različnih islamskih imperijev, vključno s tistimi perzijskih Guridov (12. in 13. stoletje), severnoindijskim sultanom (13. in 14. stoletje) in Moguli (16. do 18. stoletje) ter afganistanska dinastija Durrani (18. in 19. stoletje).
Leta 1843 je Britanska vzhodnoindijska družba osvojila Sind, šest let kasneje pa si je podredila tudi Pandžab, kjer so prevladovali Sikhi. S tem se je začela 100-letna pripadnost Pakistana britanskemu kolonialnemu imperiju. Leta 1858 so britanske posesti v Indiji postale neposredna last krone.

### Zgodovina nastanka in delitve Britanske Indije
Indijsko gibanje za neodvisnost se je oblikovalo leta 1885 z ustanovitvijo Indijskega nacionalnega kongresa. Vseindijska muslimanska liga je bila ustanovljena leta 1906 kot protipostavka kongresu, v katerem so prevladovali hindujci. Šele potem, ko je več poskusov iskanja kompromisa s kongresom in ohranitve muslimanskega vpliva v 1930-ih propadlo, je vodja Muslimanske lige Ali Džinah mobiliziral večino indijskih muslimanov za lastno državo (teorija dveh narodov). Pogled, da se islam vidi kot posebnost pri oblikovanju države in da se mu pripisuje večji politični pomen, se je zato razvil precej pozno. Medtem ko so zahodno usmerjeni, izobraženi srednji razred, veleposestniki in tudi podeželsko prebivalstvo podpirali zahtevo po ustanovitvi Pakistana, so nekateri konservativni verski učenjaki ostali na distanci. Poleg tega je velik del Paštunov zagovarjal nerazdeljeno Indijo. Kljub temu je leta 1940 sprejeta lahorska resolucija dokončno odločila o ustanovitvi neodvisne muslimanske države v Indiji. Diplomat sir Muhammad Zafrullah Kan je zastopal Indijo v Društvu narodov in predstavil stališče Muslimanske lige v korist Pakistana Radcliffovi komisiji za mejo, malo pred delitvijo Indije julija 1947 in zagovarjal pravično razmejitev meje.
Leta 1937 so ženske dobile volilno pravico na državni ravni, vendar je bila ta vezana na sposobnost branja in pisanja ter na dohodek in plačevanje davkov. Leta 1946 je bilo na prvih volitvah v skladu z zakonom o indijski vladi iz leta 1919 ženskam dovoljeno glasovati pod določenimi pogoji. Pogoji so veljali le za zelo malo žensk. Šaista Suhravardi Ikramula je bil izvoljen v Združeno ustavodajno skupščino Indije leta 1946, preden se je Pakistan odcepil. Vendar pa je zaradi nenehnih sporov Muslimanska liga odredila, da njeni člani ne smejo zasesti sedežev v skupščini. Leta 1947 sta bila Šaista Suhravardi Ikramula in Džahanara Šah Navaz izvoljena v nacionalni parlament.

### Zgodovina od osamosvojitve

#### Ustanovitev države
Država Pakistan je nastala 14. avgusta 1947 iz pretežno muslimanskih delov [[Britanska Indija|Britanske Indije]g. Zaradi delitve Indije je več kot štiri milijone muslimanov zapustilo današnjo Indijo, medtem ko je približno sedem milijonov hindujcev in sikhov zapustilo Pakistan. Menijo, da je v nasilnih dejanjih in stiskah med begom izgubilo življenje do 750.000 ljudi.
Po razdelitvi je bil Pakistan sestavljen iz dveh delov države, Zahodnega in Vzhodnega Pakistana, ki sta oddaljena približno 1500 kilometrov. Zahodni Pakistan je identičen današnji Islamski republiki Pakistan. Vzhodni Pakistan je sestavljal vzhodni, pretežno muslimanski del nekdanjega britanskega indijskega predsedstva Bengal, ki je kasneje razglasil neodvisnost kot Bangladeš. Vendar pa je bilo sporno, ali je kneževska država Kašmir pripadala Indiji ali Pakistanu. Razen večinsko hindujskega območja okoli Džamuja in večinsko budističnega Ladaka je bilo prebivalstvo države pretežno muslimansko. Vendar je bila vladajoča dinastija hindujska, zato se princ sprva ni želel odločiti in se je kasneje pridružil Indiji. Vendar pa je Pakistan pridobil nadzor nad zahodnimi in severnimi deli te regije. Obe državi zahtevata ves Kašmir kot svoje ozemlje, plebiscit, ki so ga predlagali Združeni narodi, pa ni nikoli potekal. Kašmirski konflikt je vse od takrat oblikoval odnos med državama.
Po osamosvojitvi avgusta 1947 je zakon o indijski vladi iz leta 1935 postal pakistanska ustava. Na podlagi tega so nekatere ženske lahko sodelovale na pokrajinskih in državnih volitvah.

#### Zahodni in Vzhodni Pakistan pod vojaškim režimom
Leta 1948 je umrl Muhammad Ali Jinnah, oče novoustanovljene države Pakistan.
Med posvetovanji o novi ustavi v 1950-ih je bilo predlagano, da bi vsi moški dobili volilno pravico, vendar le izobražene ženske. 23. marca 1956 je bila sprejeta prva pakistanska ustava, ki je določala splošno volilno pravico in volilno pravico za odrasle, stare 21 let in več, na vseh ravneh, če so v državi živeli šest mesecev. Leta 1956 je bila ženskam prvič v celoti in v enakem obsegu podeljena volilna pravica kot moškim. Vendar po tej ustavi ni bilo volitev zaradi težav med civilno in vojaško oblastjo.
8. septembra 1958 je Oman predal eksklavo Gvadar Pakistanu, potem ko je Aga Kan III. plačal tri milijone funtov. Nestanovitne politične razmere so 27. oktobra 1958 pripeljale do prvega vojaškega udara pod vodstvom generala Muhammeda Ajuba Kana, kar je pomenilo prelomnico v zgodovini države. Od takrat so vojaške diktature vedno znova odločale o usodi Pakistana. Režimu Ajub Kana je leta 1969 sledila vlada generala Agha Muhammada Jahja Kana.
Poleg tega je bila mlada država že na začetku pred interno preizkušnjo. Velika razdalja med obema deloma države, Zahodnim in Vzhodnim Pakistanom, ni oteževala le državne in gospodarske ureditve, temveč tudi nastanek skupne nacionalne identitete. Kljub poudarku na verski enotnosti, izraženi v ustavi iz leta 1956, s katero je Pakistan postal prva islamska republika na svetu, sta bengalski jezik in kultura ostala sestavni del identitete vzhodnega Pakistana. Temu je bila dodana neenakomerna porazdelitev gospodarskih virov in politične moči. Vlada v Karačiju v Zahodnem Pakistanu in od leta 1958 v Islamabadu - prestolnici, ustanovljeni posebej za novo državo - je oddaljeni Vzhodni Pakistan postavila v slabši položaj tako pri razdeljevanju državnih sredstev kot pri dodeljevanju vodilnih položajev v upravi in oboroženih silah. Ko je separatistična Avami Liga, ki je že leta 1954 zamenjala Muslimansko ligo kot najmočnejša politična sila v Vzhodnem Pakistanu, delno pod vplivom posledic ciklona novembra 1970, na volitvah decembra 1970 zmagala v skoraj vseh vzhodnopakistanskih volilnih okrožjih in tako absolutno večino v vsepakistanskem parlamentu, je predsednik Muhammad Jahja Kan razglasil volitve za neveljavne, prepovedal ligo Avami in zajel njene voditelje. Posledično je prišlo do nemirov, ki so dosegli vrhunec v genocidu v Vzhodnem Pakistanu in vzhodnopakistanski vojni za neodvisnost. Decembra 1971 je Vzhodni Pakistan razglasil neodvisnost kot Bangladeš.
Zunanjepolitično je bil Pakistan ves čas v senci svoje večje in močnejše sosede Indije, s katero je od leta 1947 vodil tri vojne, od tega dve zaradi Kašmirja, ki si ga lastita obe strani. Niti prva indo-pakistanska vojna od 1947 do 1949 niti druga indo-pakistanska vojna leta 1965 nista spremenili ničesar o spornem statusu Kašmirja. Leta 1971 je Indija posredovala v bangladeški vojni na strani gibanja za neodvisnost Vzhodnega Pakistana. Leta 1999 je prišlo do še enega oboroženega spopada zaradi Kašmirja, vendar je bil omejen na majhno geografsko območje. Indija in Pakistan uradno nista bila v vojni, vendar se spopad imenuje kargilska vojna zaradi več sto smrti v nekaj tednih in uporabe težke vojaške opreme.
Odcepitev Vzhodnega Pakistana pod imenom 'Bangladeš' je za Pakistan pomenila temeljno državno krizo: ne le da je bila izgubljena še ena vojna proti rivalski Indiji, ampak se je zdelo, da je celoten državni model Pakistana postavljen pod vprašaj. Pakistan je bil ustanovljen brez zgodovinske primere z namenom, da postane država za vse muslimane na indijski podcelini. To je bilo vodilo, ki naj bi povezovalo različne narode Pakistana. Po letu 1971 Pakistan ni mogel več vzdrževati te trditve. Muslimani Indijske podceline so bili zdaj porazdeljeni v podobnih razmerjih v treh državah: Pakistanu, Indiji in Bangladešu. Zato so se politiki iz drugih etničnih skupin v Pakistanu začeli spraševati, zakaj bi morali še naprej ostati v preostali državi Pakistan. Gibanja za avtonomijo v Sindu (»Sindhudeš«) in Beludžistanu so dobila zagon.

#### Demokratična vmesna faza in vojaška diktatura
Izguba vzhodnega dela države je leta 1971 povzročila odstop predsednika Jahja Kana, kar je sprožilo previdno demokratizacijo Pakistana. Njegov naslednik Zulfikar Ali Buto je leta 1973 izdal novo ustavo, v kateri je predsedniku vlade podelil najpomembnejša pooblastila, vlogo predsednika pa omejil na zgolj predstavniške naloge. Leta 1977 oblikovanje demokratične vlade ni uspelo. General Mohamed Zia-ul-Haq je razglasil vojno stanje in vzpostavil tretjo vojaško diktaturo. Začel je islamizacijo Pakistana, med drugim z uvedbo šeriatskega prava kot pravne podlage. Državljanska vojna in sovjetska intervencija v sosednjem Afganistanu med letoma 1979 in 1989 sta negativno vplivala na politično in gospodarsko stabilnost.
Pakistan je množično posredoval, potem ko je v Afganistanu na oblast prišla prosovjetska vlada. Od leta 1979 so mudžahidi, ki delujejo proti vladi, prejemali finančno in materialno podporo, slednjo z orožjem, predvsem iz ZDA, Pakistana in Saudove Arabije. Dobavo orožja in usposabljanje številnih borcev je skupaj s Cio organizirala pakistanska tajna služba Inter-Services Intelligence ISI. Cia je vložila milijarde dolarjev v bitke islamističnih upornikov v okviru tajne operacije Cyclone.

#### Demokracija 1988–1999
Po smrti Zia-ul-Haqa leta 1988 so bile prvič po letu 1977 izvedene svobodne volitve, na katerih je prvič v zgodovini islamske države zmagala ženska, Benazir Buto. Leta 1990 jo je nasledila vlada Navaza Šarifa. Butova se je vrnila na oblast leta 1993, dokler je leta 1997 ni znova zamenjal Šarif.
Potem ko je Indija sredi maja 1998 prvič po letu 1974 izvedla poskuse jedrskega orožja, se je Pakistan 28. in 30. maja 1998 odzval s podzemnimi poskusi in s tem dokončno potrdil uspešno dokončanje jedrskega programa, ki ga je začel leta 1972. Pakistan ima verjetno jedrsko orožje že od zgodnjih 1980-ih.

#### Vojaška diktatura 1999–2008
V vojaškem spopadu z Indijo, omejenem na regijo Kargil v Kašmirju poleti 1999 (Kargilska vojna), je Pakistan doživel poraz. General Pervez Mušaraf je nato z vojaškim udarom odstavil Šarifovo izvoljeno vlado in vzpostavil četrto vojaško diktaturo v Pakistanu. Leta 2001 je prevzel funkcijo predsednika.
Od leta 2003 poteka previdno zbliževanje med Indijo in Pakistanom. Potekale so izmenjave zapornikov in vzpostavljene povezave v regiji Kašmir. Leta 2004 se je na severozahodu Pakistana začel spopad med islamisti na plemenskih območjih, vključno s talibani, ki so pobegnili iz Afganistana, in pakistansko centralno vlado.
Oktobra 2005 je več kot 73.000 ljudi umrlo po hudem potresu na severozahodu in trije milijoni ljudi so izgubili svoje domove.
3. novembra 2007 je general Mušaraf razglasil izredne razmere in suspendiral ustavo. V času pred parlamentarnimi volitvami 8. januarja 2008 je general Mušaraf 15. decembra odpravil izredne razmere, ne pa tudi omejitev svobode tiska. Priprave na volitve je zasenčil umor opozicijske voditeljice Benazir Buto 27. decembra 2007 v Ravalpindiju. Za napad so večinoma obtožili vodjo Tehrik-i-Taliban Pakistan (TTP), pakistanskih talibanov, Baitulaha Mehsuda. Zaradi nemirov, ki so sledili, so bile volitve prestavljene na 18. februar 2008. Pakistanska ljudska stranka (PPP) je zmagala na volitvah in Jusaf Raza Gilani je bil 24. marca izvoljen za novega premierja z 264 glasovi. Dan kasneje je prisegel predsednik Mušaraf. Eno njegovih prvih dejanj je bila odprava hišnega pripora nekdanjemu vrhovnemu sodniku Iftikharju Mohamedu Čaudhriju, ki ga je Mušaraf odstavil novembra.

#### Menjava oblasti in demokratizacija
V nasprotju z željami opozicije je pakistanska volilna komisija 2. januarja 2008 objavila, da bodo parlamentarne volitve preložene na 18. februar 2008, navajajoč situacijo v državi, ki je bila zasenčena z nadaljnjimi napadi in nasilna dejanja.
Na volitvah so očitno zmagale opozicijske stranke: PPP je bila najmočnejša stranka, sledila ji je PML-N pod vodstvom Navaza Šarifa. Kmalu zatem sta se obe stranki dogovorili za koalicijo. PML-Q, ki je blizu predsedniku Mušarafu, je bila na volitvah tretja, kar je močno oslabilo Mušarafov politični položaj in spodbudilo opozicijo, da zahteva njegov odstop.
24. marca 2008 je parlament za predsednika vlade izvolil politika PPP in nekdanjega predsednika parlamenta Jusafa Raza Gilanija. Takoj je odredil izpustitev vseh sodnikov in odvetnikov, ki so bili ob razglasitvi izrednih razmer novembra 2007 zaprti ali v hišnem priporu. Gilani, ki je bil pod Mušarafom zaprt od februarja 2001 do oktobra 2006, je kot novi predsednik vlade prisegel 25. marca 2008. Zaradi tega demokratičnega razvoja je Commonwealth ponovno sprejel Pakistan 12. maja 2008.
Predsednik Mušaraf, ki je bil pod močnim notranjepolitičnim pritiskom, je 18. avgusta 2008 napovedal svoj odstop, predvsem zaradi dejstva, da je nova vlada želela sprožiti postopek odstavitve. Mušaraf je verjetno želel to preprečiti.
Boj za oblast med PPP in PML-N, ki se je zaostril v času pred novimi predsedniškimi volitvami, je 25. avgusta 2008 privedel do razpada vladne koalicije, tako da sta obe stranki nastopili s svojim predsedniškim kandidatom, PPP s sedanjim predsednikom in Butovo vdovo Asif Ali Zardari, PML-N z nekdanjim sodnikom Saeedom uz Zamanom Sidikuijem. Na predsedniških volitvah 6. septembra 2008 je Zardari dobil jasno večino glasov v spodnjem domu, senatu in štirih pokrajinskih parlamentih ter postal novi predsednik.
Julija/avgusta 2010 so se v severozahodnem Pakistanu zaradi močnega monsuna zgodile katastrofalne poplave, ki so prizadele do 20 milijonov ljudi. V zgornjem toku Inda je umrlo najmanj 1600 ljudi.

## Geografija
Pakistan se razprostira med 24. in 37. zemljepisno širino ter med 61. in 77. zemljepisno dolžino vzhodno na površini 796.095 kvadratnih kilometrov, zaradi česar je deveta največja država v Aziji. Vključno z Asad Kašmirjem in Gilgit-Baltistani (nekdanjimi severnimi območji) Pakistan pokriva 880.254 kvadratnih kilometrov, približno dvakrat več kot Nemčija in Avstrija skupaj. Obseg države v smeri sever-jug je približno 1500 kilometrov. Meji na štiri neodvisne države: Iran (978 kilometrov) na jugozahodu, Afganistan (2643 kilometrov) na zahodu in severu, Kitajsko (523 kilometrov) na severovzhodu in Indijo (2912 kilometrov) na vzhodu. Na jugu ima Pakistan 1046 kilometrov dolgo obalo ob Arabskem morju. Državna meja je skupaj dolga 7056 kilometrov. Nekatere meje so zaprte z mejnimi ograjami.
- Topografska karta Pakistana
- K2 (8611 m) je najvišja gora v Pakistanu
- Dolina Inda v Karakorumu
- 62 km dolg ledenik Baltoro v severnem Pakistanu je eden najdaljših nepolarnih ledenikov

Na skrajnem severu Pakistana se srečajo tri najvišja gorovja na svetu, Hindukuš, Karakorum in Himalaja, ki državo ščitijo pred Srednjo Azijo. Hindukuš se razteza od afganistanske meje na zahodu do zgornjega toka Inda na vzhodu in doseže višino skoraj 7700 metrov s Tirič Mirom. V močno poledenelem Karakorumu, severno od Inda, leži K2, z 8611 metri višine najvišji vrh Pakistana in drugi najvišji vrh na svetu. Južno od ozke visoke doline zgornjega Inda ima država majhen del Himalaje z Nanga Parbatom (8125 metrov) kot severozahodnim 'temeljem' gora. Pet od 14 svetovnih osemtisočakov je na ozemlju pod pakistanskim nadzorom.
Indska ravninva, ki meji na visokogorsko regijo na jugu, zavzema več kot tretjino ozemlja države. Potem ko Ind zapusti visokogorsko območje skrajnega severa in se obrne proti jugu, najprej prečka planoto Potvar med mestoma Pešavar in Faisalabad, ki se na jugu ponovno dvigne in tvori več kot 1100 metrov visoko solno območje in nato pade v nižine Pandžaba. Samo zahodni del Pandžaba "petih rek" z rekami Satluj, Čanab, Jhelam in Ravi spada v porečje Inda v Pakistanu. Peta velika reka, Beas, se izliva v Satluj na indijskem ozemlju. Satluj in Čenab se združita zahodno od Bahavalpurja in tvorita Pandžnad, ki se kmalu izlije v Ind. Nizke vzpetine, imenovane doab, ločujejo plitve aluvialne doline rek Pandžaba med seboj. Južno od izliva Pandžnad močno vijugasti Ind prečka široko nabrežno ravnino v južnem Pandžabu in regiji Sind. V Arabsko morje se izliva v delti reke, ki meri okoli 8000 kvadratnih kilometrov.
Na zahodu Pakistana verigi gorovja Sulejman in Brahui, ki sta visoki do 3500 metrov, ter gorovje Kirthar, ki doseže največjo višino okoli 2200 metrov, ščitijo nižavje Inda pred povprečno 600 metrov visoko, brezvodno visokogorje Beludžistana na meji z Iranom. Skozi Beludžistan teče več gorskih verig, od katerih se nekatere dvigajo do 3000 metrov. Južni del Beludžistana tvori Makransko gorovj, ki se strmo spušča do  Makranske obale ob Arabskem morju.
Na vzhodu puščava Thar, južno od Pandžaba, meji na Indsko nižavje. Na skrajnem jugovzhodu si Pakistan deli slano močvirje Rann of Kachchh.

### Podnebje
Pakistan ima pretežno sušno subtropsko celinsko podnebje z velikimi lokalnimi in sezonskimi razlikami.
V nižavju se povprečne temperature najhladnejšega meseca, januarja, gibljejo med 12 °C na severu in 17 °C na jugu; samo na obali je mesečno povprečje okoli 20 °C, tudi pozimi. V poletnih mesecih od maja do septembra postane povsod po državi, z izjemo višjih leg, neznosno vroče. Povprečne temperature so takrat običajno nad 30 °C. V nekaterih primerih se lahko v notranjosti pojavijo visoke temperature do 50 °C. Porazdelitev padavin je zelo neenakomerna; na splošno se zmanjšujejo od severa proti jugu. Le v vznožju Himalaje na skrajnem severu Pandžaba pade obilo padavin, kjer izmerijo preko 1000 mm letno. Lahore prejme le okoli 500 mm, medtem ko južni Pandžab in Sind prejmeta manj kot 200 mm. Padavine padajo skoraj izključno med kratkim jugozahodnim monsunom v juliju in avgustu, preostali del leta je suh.
Ekstremna suša prevladuje tudi v Beludžistanu. V zahodnem visokogorju je letna količina padavin manjša od 100 mm. Pozimi so pogoste nočne zmrzali, povprečne januarske temperature so le okoli 10 °C. Poleti so dosežene vrednosti, podobne tistim v Indskem nižavju. Hladneje je le v višjih legah, v obrobnih gorah med Beludžistansko planoto in nižavjem Inda pa je tudi nekoliko bolj vlažno z 200 do 300 mm dežja na leto. Beludžistan prejme večino svojih redkih padavin pozimi. Poletni monsun prinaša le malo dežja v vzhodni Baločistan in ga sploh ne dežja na zahodu regije.
Visoke doline na skrajnem severu Pakistana imajo zelo drugačno podnebje od drugih delov države. Temperature pod ničlo pozimi niso nič nenavadnega, tudi čez dan. Čeprav so poletja topla, nimajo ekstremne vročine nižavskega podnebja. Letna količina padavin je največja v Himalaji, včasih tudi nad 1500 mm, proti severu in zahodu pa se zmanjšuje.

### Rastlinstvo
V velikih delih Pakistana puščavsko podnebje dopušča le izjemno redko vegetacijo. Gozdovi so prvotno obstajali v obliki galerijskih gozdov ob Indu in njegovih stalnih vodonosnih pritokih ter v obliki iglastih gozdov v visokih gorah na severu. Medtem ko so slednji vsaj delno ohranjeni, so rečni gozdovi skoraj popolnoma uničeni. V nižavju sta visoka gostota prebivalstva in intenzivna kmetijska raba privedla do razvoja kulturne krajine, ki jo je oblikoval človek: le slabe 4 % pakistanske površine je še vedno pokritih z gozdom.
Veliki, sosednji gozdni sestoji še vedno obstajajo v visokogorskih območjih severnega Pakistana. Med 1000 in 3000 metri nadmorske višine se raztezajo gosti iglasti gozdovi z različnimi vrstami bora (Pinus), himalajske cedre (Cedrus deodara) in himalajske smreke (Picea smithiana) ter občasno mešani gozdovi s hrastom (Quercus). V gorskih območjih z manj padavinami, Hindukušu na skrajnem severozahodu in Karakoruma na skrajnem severu in severovzhodu, prevladujejo suhi gorski gozdovi s čilghoza borovci (Pinus gerardiana) in črničevjem (Quercus ilex). Rododendroni in drugi pritlikavi grmi uspevajo neposredno nad drevesno mejo, zgoraj pa so le alpske zastirke. Meja sneženja je nad 4500 metri, v Karakorumu pa celo 5400 do 5800 metrov.
Suhi listopadni gozdovi z oljkami (Olea) in akacijami (Acacia) rastejo v obrobnih gorah južno od Hindukuša ter v gorovju Sulaiman in Brahui. V nižjih legah so te pogosto močno degradirane zaradi prekomerne paše.
Odprti trnovi gozdovi so bili nekoč značilna oblika vegetacije Indskega nižavja. Ta oblika gozda se je v veliki meri zmanjšala zaradi obsežne rabe ravnin kot obdelovalne zemlje in je omejena na majhne, razpršene gozdne otoke. Značilne rastline so nizke drevesne vrste, ki so dobro prilagojene na sušo, kot je drevo khejri ali jand ali perzijski mesquite  (Prosopis cineraria). Podrast predstavlja predvsem trnovo grmovje. V delti Inda drevesa Avicennia marina, odporna na slano vodo, tvorijo mangrove gozdove.
Polpuščave in puščave brez gozdov se raztezajo v Beludžistanu, v nenamakanih delih Sinda ter na jugovzhodu in zahodu Pandžaba. Rastlinsko odejo tam sestavljajo zlasti trde trajne trave in trni. Nizke drevesne vrste najdemo le v oazah.

### Živalstvo
V Pakistanu živi okoli 190 različnih vrst sesalcev. Vendar pa je bilo v 19. in 20. stoletju zaradi lova in uničevanja habitatov uničenih veliko velikih sesalcev, tudi azijski slon, bengalski tiger]], azijski lev in gepard. V gorah severnega Pakistana živi le še nekaj sto leopardov in snežnih leopardov, katerih preživetje je resno ogroženo, pa tudi sibirski kozorog, vijeroga koza, urial (Ovis vignei), argali (Ovis ammon) in risov. Veličastna divja ovca Marco Polo je zaščitena skupaj s sibirskim kozorogom in snežnim leopardom v narodnem parku Khundžerab, vijeroge koze pa najdemo v narodnem parku Čitral-Gol. Najpogostejša mačja vrsta je džungelska mačka, ki je domorodna v rečnih ravnicah. Karakal ali puščavski ris pa ima raje odprte stepske in polpuščavske pokrajine. V Pakistanu najdemo dve vrsti medvedov: azijski črni medved (Ursus thibetanus) v Himalaji, Hindukušu in gorovju Beludžistana ter rjavi medved v Karakorumu. Obe vrsti sta redki. Ogrožen je tudi indijski jelen (Axis porcinus). Po drugi strani pa so divje svinje še vedno zelo številni, prav tako številni glodavci. Indijske gazele ali činkare (Gazella bennettii) še vedno živijo v polpuščavskih območjih, indijske antilope (Antilope cervicapra) pa se delno ponovno naseljujejo v narodne parke, kot je narodni park Kirthar. Indijski nosorog ((Rhinoceros unicornis) je bil prvotno doma v dolini Inda. Te živali so zdaj nastanjene v veliki ogradi v narodnem parku Lal Suhanra skupaj s indijskimi gazelami, nilskimi antilopami in prašiči. V Indu živi podvrsta ogroženega gangeškega delfina - indski rečni delfin (Platanista minor).
Ptičje življenje v Pakistanu je zelo raznoliko s skoraj 670 avtohtonimi in selitvenimi vrstami ptic. Številne velike ptice ujede, kot so orli, brenčači, sokoli in jastrebi, so postale redke. Nekoč tipičen navadni pav se pojavlja le v majhnem številu. Razširjeni so pevci, lastovke, kure (vključno s pakistansko nacionalno ptico, čukar ali turška kotorna (Alectoris chukar)), papige, pribe, žolne, golobi in vrane. Veliko je tudi vodnih ptic, kot so race, čaplje in plamenci, redkejši pa so pelikani.
Med več kot 200 avtohtonimi vrstami plazilcev je več kot 110 vrst kuščarjev, skoraj 80 vrst kač in 15 vrst želv. Močvirski krokodil (Crocodylus palustris) in gangeški gavial (Gavialis gangeticus) živita tudi v Pakistanu. Dvoživke so v Pakistanu zastopane s 16 vrstami, vključno z ladaško krastačo (Bufotes latastii).
Največji narodni park v državi je narodni park Hingol, ki ima še vedno stabilne populacije divjih koz in divjih ovc ter nekaj močvirskih krokodilov. Število vrst rib je ocenjeno na 500 morskih in 125 sladkovodnih rib, število žuželk in nevretenčarjev pa na 20.000.

### Mesta
Leta 2023 je 38 odstotkov prebivalcev Pakistana živelo v mestih. 10 največjih mest je (po popisu leta 2023):
1. Karači: 18.868.021 prebivalcev
2. Lahore: 13.004.135 prebivalcev
3. Faisalabad: 3.691.999 prebivalcev
4. Ravalpindi: 3.357.612 prebivalcev
5. Gudžranvala: 2.511.118 prebivalcev
6. Multan: 2.215.381 prebivalcev
7. Hiderabad: 1.921.275 prebivalcev
8. Pešavar: 1.905.975 prebivalcev
9. Quetta: 1.565.546 prebivalcev
10. Islamabad 1.108.872 prebivalcev

## Upravna delitev
Islamska republika Pakistan je po ustavi iz leta 1973 zvezna država. Država je razdeljena na štiri province, ozemlje glavnega mesta in dve območji, ki ju bolj ali manj upravlja zvezna vlada. Do leta 2018 so bila na meji z Afganistanom tudi plemenska območja pod zvezno upravo, ki so bila nato dodana provinci Khiber Pakhtunkhva.
| Lega | Provinca                                            | zastava | grb | stanje                            | Prebivalci (2017) | Prebivalci (2023) | Območje     | Glavno mesto |
| ---- | --------------------------------------------------- | ------- | --- | --------------------------------- | ----------------- | ----------------- | ----------- | ------------ |
|      | Beludžistan (بلوچستان)                              |         |     | Provinca                          | 12.344.408        | 14.894.402        | 347.190 km² | Quetta       |
|      | Khiber Pakhtunkhva (خیبرپختونخوا)                   |         |     | Provinca                          | 35.525.047        | 40.856.097        | 101.741 km² | Pešavar      |
|      | Pandžab (پنجاب)                                     |         |     | Provinca                          | 110.012.442       | 127.688.922       | 205.344 km² | Lahore       |
|      | Sind (سندھ)                                         | rand    |     | Provinca                          | 47.886.051        | 55.696.147        | 140.914 km² | Karači       |
|      | Ozemlje glavnega mesta Islamabad (وفاقی دارالحکومت) |         |     | Ozemlje glavnega mesta            | 2.006.572         | 2.363.863         | 906 km²     | Islamabad    |
|      | Asad Džamu in Kašmir (آزاد جموں و کشمیر)            | rand    |     | polavtonomno ozemlje              | 4.045.366         |                   | 13.297 km²  | Muzaffarabad |
|      | Gilgit-Baltistan (گلگت بلتستان)                     |         |     | Posebno ozemlje pod zvezno upravo | 1.823.846         |                   | 72.971 km²  | Gilgit       |

Do avgusta 2000 so bile štiri province razdeljene na 26 oddelkov, ki so jim sledila okrožja kot upravna enota. Upravna reforma pod Pervezom Mušarafom je odpravila delitve in razdelila province neposredno na 124 okrožij. Pakistanska okrožja zdaj tvorijo tretjo upravno raven.

## Gospodarstvo
Pakistansko gospodarstvo je tržno usmerjeno, čeprav so bili cilji gospodarskega razvoja od leta 1955 določeni v vladnih petletnih načrtih. Velika industrijska podjetja, ki so bila nacionalizirana v 1970-ih, so se od 1990-ih postopoma ponovno privatizirala. Po precejšnji upočasnitvi gospodarske rasti zaradi vojaškega udara leta 1999 je pakistansko gospodarstvo od leta 2002 ponovno v vzponu. V poslovnem letu 2016 je zraslo za 5,7 odstotka. Po podatkih Mednarodnega denarnega sklada je bruto domači proizvod leta 2020 znašal okoli 263 milijard ameriških dolarjev. Vendar je letni dohodek na prebivalca še vedno zelo nizek in znaša manj kot 1260 ameriških dolarjev in ustreza dohodku v državi v razvoju.
Gospodarski razvoj zavirajo predvsem razširjena korupcija, neustrezna infrastruktura v velikem delu države in nestabilna politična situacija na nekaterih območjih, kar je z vidika tujih investitorjev ključno. Tihotapljenje mamil, orožja in potrošniške elektronike, ki temelji predvsem na plemenskih območjih, velja za »hrbtenico celotnega pakistanskega gospodarstva«. Neugodno vplivata visoka stopnja inflacije (2005/06: 7,9 odstotka[118]) ter precejšen proračunski primanjkljaj, ki se je v primerjavi z devetdesetimi leti precej zmanjšal, a je v letu 2016 še vedno znašal 4,5 odstotka. Pakistan mora uvažati surovine, stroje in vozila, kar ustvarja stalni trgovinski primanjkljaj. To se delno izravna z nakazili Pakistancev, ki živijo v tujini. Leta 2016 so tuja nakazila znašala 19,4 milijarde ameriških dolarjev, kar je ustrezalo 7 % gospodarske proizvodnje.
V poročilu Svetovnega gospodarskega foruma o globalni konkurenčnosti za leto 2016/17 je Pakistan na 122. mestu od skupno 138 držav (lani na 129. med 144). V indeksu enostavnosti poslovanja Svetovne banke se je Pakistan izboljšal s 148. mesta leta 2016 na 144. mesto leta 2017 od skupno 190 ocenjenih držav.
Pakistan upa, da bo projekt kitajsko-pakistanskega gospodarskega koridorja prinesel prepotrebne naložbe v njegovo infrastrukturo in tesnejšo integracijo v svetovno trgovino.
Kljub velikemu napredku v industrializaciji in razvoju storitvenega sektorja od osamosvojitve pakistansko gospodarstvo še vedno močno prevladuje kmetijstvo. Delež tega sektorja v bruto domačem proizvodu je v letu 2016 znašal 25,2 odstotka, od tega je bilo 9,9 odstotka ustvarjenega s poljščinami, 11,3 odstotka z živinorejo, 0,2 odstotka z gozdarstvom in 0,4 odstotka z morskimi in sladkovodnimi ribami.
Pakistan ima različne mineralne vire. Vendar pa so nahajališča pogosto nepomembna ali težko dostopna. V poslovnem letu 2004/05 je rudarski sektor prispeval 163 milijard rupij (2,7 %) k bruto domačemu proizvodu s povprečno 86.700 zaposlenimi (0,1 %) v 2201 uradno delujočem rudniku. Posebno gospodarsko pomembno je bilo izkoriščanje zalog energetskih virov, kot so zemeljski plin, nafta in črni premog. Obstoječi rudniki se pogosto upravljajo z viri, ki so preprosti v primerjavi z mednarodnimi standardi in zahtevajo visoko raven osebja. Prevladujejo slabi delovni pogoji, zlasti v majhnih zasebnih rudnikih.

## Demografija
Pakistanci so mešanica različnih etničnih skupin. Štiri največje predstavljajo:
- Pandžabi (48 %),
- Sindi (12 %),
- Beludži in
- Muhadžir.

Največ je v državi muslimanov, delijo pa se na sunitske, šiitske in izmaelitske muslimane. Kar 97 % Pakistancev je muslimanov. Najbolj razkošno v državi živijo Pandžabi, medtem ko se drugi komaj preživljajo. Daleč najbolj razširjena vera je islam, manjšinski pa sta še hinduizem in krščanstvo. Poleg angleščine in urdujskega jezika, ki sta uradna jezika, obstaja veliko drugih, npr. pandžabščina, siraški sindski,...
Država je po številu zdravnikov, bolniščnih postelj in temeljne zdravstvene oskrbe med zadnjimi na svetu, v povprečju je 1 zdravnik na 2472 prebivalcev. Zelo razširjena bolezen je malarija, težava sta tudi pomanjkanje hrane in zdrave pitne vode. Približna življenjska doba prebivalcev je 52 let za moške in 50 let za ženske.

## Kultura
Pakistan ima zaradi svoje lege na robu indijske podceline močne vezi z indijsko kulturo, ki pa je delno zasenčena s perzijsko, afganistansko-paštunsko in arabsko kulturo. Od 8. stoletja dalje ima islam velik vpliv in je globoko prodrl v družbo. Glede na mlado zgodovino pakistanske države pa je treba njeno islamsko kulturo vedno gledati v kontekstu tradicije islama po celotni Indijski podcelini.

### Arhitektura
Z začetkom Indske civilizacije okoli sredine 3. tisočletja pr. n. št.se je na območju današnjega Pakistana prvič pojavila napredna urbana kultura z velikimi zgradbami, od katerih so nekatere ohranjene kot ruševine. Arheologi so izkopali številna starodavna mesta, Mohendžo-daro, Harapa in Kot Didži, za katera je značilna enotna, funkcionalna postavitev s širokimi ulicami in prefinjenimi sanitarnimi, namakalnimi in drenažnimi sistemi. Večina ohranjenih opečnih stavb so stanovanjske ali javne stavbe, kot so kopališča in delavnice. Po drugi strani pa manjkajo monumentalne reprezentativne ali tempeljske stavbe, kakršne so značilne za Stari Egipt in zgodnje civilizacije Mezopotamije. Arhitektura indskih mest tako odraža bolj »meščansko« naravo indske kulture z malo družbenimi razredi.
Z izumrtjem Indske civilizacije je arhitekturna umetnost občutno nazadovala. Vedska doba ni pustila arhitekturnih dokazov. Kvarljivi materiali, kot sta les in glina, so verjetno služili kot gradbeni material. Šele s prihodom budizma so nastali izjemni arhitekturni spomeniki, predvsem sakralne narave, ki so se ohranili do danes. Prisotni so bili tudi perzijski in grški vplivi. Slednje je privedlo do nastanka grško-budističnega sloga, ki je svoj vrhunec dosegel s slogom Gandara iz 1. stoletja našega štetja. Pomembne ostanke budističnih stup in drugih struktur z jasno prepoznavnimi grško-baktrijskimi slogovnimi elementi, kot so jonski stebri, je poleg ruševin iz drugih obdobij mogoče najti v gandarski prestolnici Taxila na skrajnem severu Pandžaba. Za posebej lep primer veljajo tudi ruševine budističnega samostana Takht-i-Bahi (okoli 1. do 7. stoletja našega štetja) v Khiber Pakhtunkhva.
Prihod islama v današnji Pakistan - sprva v Sind - v 8. stoletju je prinesel nenaden konec budistične arhitekture, vendar je utrl pot islamski arhitekturi, ki je bila pretežno brez podob in v glavnem z ornamenti. Zgodnje mošeje so še vedno močno temeljile na arabskem slogu, kot je mošeja Banbhore brez mihraba iz leta 727, ki je bila ohranjena kot ruševina in je bila prvi muslimanski kraj čaščenja na indijski podcelini.
Pod Guridi in Delhijskimi sultani je perzijsko-srednjeazijski slog nadomestil arabske vplive. Najpomembnejša značilnost tega sloga je ivan, obokana dvorana, zaprta s treh strani in odprta z ene strani, ki so jo uporabljali predvsem v vhodnem prostoru mošej, palač in značilnih perzijskih medres. Druge značilnosti vključujejo velike fasade, pogosto okrašene z mozaiki in geometrijskimi vzorci, okrogle ali čebulne kupole in uporabo poslikanih ploščic. Najpomembnejša od redkih popolnoma ohranjenih stavb v perzijskem slogu je grobnica šaha Rukn-i-Alama (zgrajena med 1320 in 1324) v Multanu.
Indo-islamska arhitektura je dosegla vrhunec v 16. stoletju pod Moguli. V mogulskem slogu so bili geometrijski, precej strogi oblikovni elementi islamsko-perzijske arhitekture združeni z ukrivljenimi in pogosto igrivimi oblikami hindujske umetnosti, ki so si jih izposodili iz narave. To je še posebej prišlo do izraza v bujnih, stiliziranih rastlinskih viticah kot fasadnem okrasju in integraciji stebrov in konzol kot elementov. Lahore, začasna rezidenca mogulskih vladarjev, ima številne pomembne stavbe v mogulskem slogu: mošeja Badšahi (zgrajena 1673/74), trdnjava Lahore (druga polovica 16. stoletja) z znamenitimi vrati Alamgiri, barvita mošeja Vazir Kana (1634/35) z močnim perzijskim videzom ter številne druge mošeje in mavzoleji. Istoimenski mogulski vladar je dal zgraditi mošejo Šaha Džahana v Thatti v Sindu sredi 17. stoletja, istočasno kot Tadž Mahal v Agri. Obe stavbi sta podobno subtilnega videza in se razlikujeta od bolj imperialnih stavb tega obdobja v Lahoreju. Neštete grobnice na hribu Makli blizu Thatte in grobišče Čaukhandi vzhodno od Karačija so edinstvene. Večina jih je bila zgrajena med 15. in 17. stoletjem in združujejo vpliv mogulske arhitekture iz Srednje Azije z elementi severnih indijskih tempeljskih stavb, da tvorijo neodvisen arhitekturni slog Sinda. Zlasti lokalna indijska tradicija iz Gudžarata je pripeljala do popolnoma kiparskih okrasnih elementov, ki izhajajo iz stene, in izdelanih geometričnih in cvetličnih reliefov v kamnitih rezbarijah.
Mogulska gradbena dejavnost se je v poznem 18. stoletju ustavila. Po tem iz lokalne arhitekture komajda prihajajo kakšni impulzi. V britanskem kolonialnem obdobju so bile zgrajene pretežno reprezentativne stavbe v indo-saracenskem slogu, mešanici evropskih in indijsko-islamskih komponent.
Po osamosvojitvi je Pakistan poskušal izraziti svojo novo odkrito nacionalno identiteto skozi arhitekturo. To se odraža predvsem v sodobnih verskih objektih, kot je Faisalova mošeja v prestolnici Islamabad, ki je bila obnovljena v 1960-ih. Samozavest mlade države se izraža v monumentalnih stavbah, kot sta Minar-e-Pakistan v Lahoreju ali bel marmorni mavzolej Mazar-e-Quaid ustanovitelja države Muhameda Alija Jinnaha v Karačiju.
- Upodobitev Bude s Heraklejem: primer zlitja grških in indijskih budističnih izrazov v slogu Gandara
- Perzijski arhitekturni slog: Grobnica šaha Rukn-i-Alama (14. stoletje) v Multanu
- Mazar-e-Quaid, dokončana leta 1970, je grobnica ustanovitelja države Alija Jinnaha
- Minar-e-Pakistan je uradna mejnik Pakistana
- Mogulska arhitektura: paviljon Naulakha (1633) v trdnjavi Lahore

## Gorništvo
Pakistan ima zelo raznolike gorske pokrajine. Zavzema večji del zgornjega dela Himalajskega pogorja, katerega imenujemo Karakorum. Na njegovi meji s ljudsko republiko Kitajsko se nahaja drugi najvišji vrh na svetu - 8611 m visoki K2. Prvič sta leta 1954 na njegov vrh stopila italijanska gornika Lino Lacedelli in Achille Compagnoni. Prvi slovenski vzpon na K2 sta opravila znani alpinist Viki Grošelj z 41 leti in Zvonko Požgaj s samo 23 leti, poleg tega je bil on tudi najmlajši človek, ki je dosegel vrh te mogočne gore.
Razen K2 ima Pakistan v Karakorumu tudi druge mogočne gore, kot so Gašerbrum I (8068 m), Gašerbrum II (8035 m), Broad Peak (8047 m) in Muztagh Tower, kjer se je 25. Avgusta 2008 smrtno ponesrečil naš alpinist Pavle Kozjek. Karakorum ima tudi znano goro Nanga Parbat. Leta 2005 je Tomaž Humar že drugič njeno Rupalsko steno (ki je najvišja na planetu) neuspešno preplezal, a so ga gorski reševalci rešili. 

### Splošne informacije
- Pakistan. The World Factbook. Central Intelligence Agency.
- Pakistan from UCB Libraries GovPubs
- Pakistan from BBC News
- Wikimedia Atlas - Pakistan
- Key Development Forecasts for Pakistan from International Futures
- Pakistan na OpenStreetMap